# Paweł Bartoszewicz
Paweł Bartoszewicz  herbu Jastrzębiec – podczaszy orszański w 1765 roku, łowczy orszański w 1764 roku.
W 1768 roku wyznaczony ze stanu rycerskiego do Asesorii Wielkiego Księstwa Litewskiego.